# Ireneusz Pacula
Ireneusz Pacula (* 16. November 1966 in Mysłowice) ist ein ehemaliger deutsch-polnischer Eishockeyspieler und -trainer, der in seiner aktiven Zeit von 1985 bis 2005 unter anderem für den Mannheimer ERC in der Bundesliga und die Kassel Huskies in der Deutschen Eishockey Liga (DEL) gespielt hat.

## Karriere
Pacula begann seine Karriere im Jahre 1984 beim polnischen Team Naprzód Janów. 1989 wechselte er nach Deutschland zum ECD Sauerland in die 2. Bundesliga Nord. Zwischen 1990 und 1993 spielte er jeweils eineinhalb Jahre lang für den Zweitligisten ESC Wolfsburg und den Mannheimer ERC aus der Bundesliga. Von 1993 bis 1996 spielte er für die Kassel Huskies – zunächst in der 2. Bundesliga und anschließend ab der Saison 1994/95 in der neu gegründeten Deutschen Eishockey Liga. Von 1996 bis 1999 stand er für die Zweitligisten EV Ravensburg und EC Nordhorn auf dem Eis. Anschließend verbrachte er drei Spielzeiten beim EHC Straubing, mit dem er in der Saison 1999/2000 auf Anhieb den Aufstieg als Meister der Oberliga Süd in die 2. Bundesliga erreichte. Zur Saison 2002/03 wechselte er zum Neusser EV in die viertklassige Regionalliga. Seine Karriere endete Pacula bei der Regionalligamannschaft GEC Nordhorn, bei der er vereinzelt bis 2010 noch zum Einsatz kam und die er anschließend von 2009 bis 2012 als Cheftrainer betreute.

### International
Für Polen nahm Pacula an der B-Weltmeisterschaft 1987 sowie der A-Weltmeisterschaft 1992 teil. Zudem stand er im Aufgebot seines Landes bei den Olympischen Winterspielen 1988 in Calgary.

## Erfolge und Auszeichnungen
- 1989 Meister der 2. Bundesliga mit dem ECD Sauerland
- 2000 Meister der Oberliga Süd und Aufstieg in die 2. Bundesliga mit dem EHC Straubing
- 2012 Meister der Regionalliga mit dem GEC Nordhorn (als Trainer)

### International
- 1986 Gewinn der U20-Junioren-B-Weltmeisterschaft
- 1987 Gewinn der B-Weltmeisterschaft

## Karrierestatistik

### International
Vertrat Polen bei:
- U20-Junioren-Weltmeisterschaft 1985
- U20-Junioren-B-Weltmeisterschaft 1986
- B-Weltmeisterschaft 1987
- Olympische Winterspiele 1988
- Weltmeisterschaft 1992

(Legende zur Spielerstatistik: Sp oder GP = absolvierte Spiele; T oder G = erzielte Tore; V oder A = erzielte Assists; Pkt oder Pts = erzielte Scorerpunkte; SM oder PIM = erhaltene Strafminuten; +/− = Plus/Minus-Bilanz; PP = erzielte Überzahltore; SH = erzielte Unterzahltore; GW = erzielte Siegtore; 1 Play-downs/Relegation; Kursiv: Statistik nicht vollständig)